# Compsoctena brachyctenis
Compsoctena brachyctenis är en fjärilsart som beskrevs av Edward Meyrick 1909. Compsoctena brachyctenis ingår i släktet Compsoctena och familjen Eriocottidae. Inga underarter finns listade i Catalogue of Life.